# Divisiones Regionales de la Región de Murcia 1968-69
Las divisiones regionales de fútbol son las categorías de competición futbolística de más bajo nivel en España, en las que participan deportistas aficionados, no profesionales. En las provincias de Murcia, Albacete y Alicante su administración corre a cargo de la Federación Regional Murciana de Clubes de Fútbol. Inmediatamente por encima de estas categorías estaba la Tercera División española.
En la temporada 1968-1969 las divisiones regionales se dividen en Primera Regional y Segunda Regional.
El campeón de Primera Regional asciende a Tercera División.

## Primera Regional

### Clasificación
|  |     | Equipos de fútbol         | PJ | G  | E | P  | GF | GC | Dif | Pts |
|  | --- | ------------------------- | -- | -- | - | -- | -- | -- | --- | --- |
|  | 1.  | Atlético Cartagena        | 30 | 17 | 5 | 8  | 55 | 30 | +25 | 39  |
|  | 2.  | Crevillente Industrial CF | 30 | 17 | 5 | 8  | 59 | 33 | +26 | 39  |
|  | 3.  | Olímpico Juvenil          | 30 | 16 | 6 | 8  | 49 | 32 | +17 | 38  |
|  | 4.  | Yeclano CF                | 30 | 13 | 8 | 9  | 54 | 32 | +22 | 34  |
|  | 5.  | CD Español SVR            | 30 | 13 | 7 | 10 | 51 | 43 | +8  | 33  |
|  | 6.  | Monóvar CD                | 30 | 14 | 4 | 12 | 56 | 51 | +5  | 32  |
|  | 7.  | CD Alhameño               | 30 | 12 | 7 | 11 | 50 | 43 | +7  | 31  |
|  | 8.  | Alicante CF               | 30 | 11 | 8 | 11 | 48 | 41 | +7  | 30  |
|  | 9.  | UD Altea                  | 30 | 13 | 2 | 15 | 48 | 57 | -9  | 28  |
|  | 10. | AP Almansa                | 30 | 11 | 6 | 13 | 37 | 47 | -10 | 28  |
|  | 11. | CD Albatera               | 30 | 12 | 2 | 16 | 41 | 46 | -5  | 26  |
|  | 12. | CD Torre Pacheco          | 30 | 10 | 6 | 14 | 30 | 50 | -20 | 26  |
|  | 13. | Rayo Ibense CF            | 30 | 9  | 7 | 14 | 47 | 56 | -9  | 25  |
|  | 14. | Jijona CF                 | 30 | 11 | 3 | 16 | 36 | 61 | -25 | 25  |
|  | 15. | Atlético Petrelense CF    | 30 | 8  | 8 | 14 | 43 | 56 | -13 | 24  |
|  | 16. | SD Villajoyosa            | 30 | 9  | 4 | 17 | 32 | 58 | -26 | 22  |

Pts = Puntos; PJ = Partidos Jugados; G = Partidos Ganados; E = Partidos Empatados; P = Partidos Perdidos; GF = Goles Anotados; GC = Goles Recibidos
|  | Asciende a Tercera División  |
|  | Desciende a Segunda Regional |

## Segunda Regional

### Clasificación Grupo 1
|  |     | Equipos de fútbol | PJ | G  | E | P  | GF | GC | Dif | Pts |
|  | --- | ----------------- | -- | -- | - | -- | -- | -- | --- | --- |
|  | 1.  | AD Hellín         | 17 | 13 | 4 | 0  | 60 | 14 | +46 | 30  |
|  | 2.  | Betis de Cieza    | 17 | 12 | 2 | 3  | 50 | 15 | +35 | 26  |
|  | 3.  | Caravaca CF       | 16 | 10 | 3 | 3  | 48 | 21 | +27 | 23  |
|  | 4.  | Pinatar CF        | 18 | 9  | 3 | 6  | 42 | 26 | +16 | 21  |
|  | 5.  | Deportiva Minera  | 17 | 9  | 2 | 6  | 51 | 35 | +16 | 20  |
|  | 6.  | CD Mar Menor      | 18 | 7  | 4 | 7  | 35 | 32 | +3  | 18  |
|  | 7.  | Cotillas FJ       | 17 | 3  | 4 | 10 | 25 | 58 | -33 | 10  |
|  | 8.  | Alquerías CF      | 17 | 3  | 3 | 11 | 16 | 47 | -31 | 9   |
|  | 9.  | Redován CF        | 16 | 3  | 2 | 11 | 22 | 51 | -29 | 8   |
|  | 10. | CD Ilorcitano     | 17 | 2  | 1 | 14 | 14 | 65 | -51 | 5   |

Pts = Puntos; PJ = Partidos Jugados; G = Partidos Ganados; E = Partidos Empatados; P = Partidos Perdidos; GF = Goles Anotados; GC = Goles Recibidos
|  | Asciende a Primera Regional |

### Clasificación Grupo 2
Tan solo se detalla el equipo que ascendió y los equipos participantes, no hay datos completos.
|  |     | Equipos de fútbol | PJ | G | E | P | GF | GC | Dif | Pts |
|  | --- | ----------------- | -- | - | - | - | -- | -- | --- | --- |
|  | 1.  | CD San Vicente    | -  | - | - | - | -  | -  | -   | -   |
|  | 2.  | CD Santa Pola     | -  | - | - | - | -  | -  | -   | -   |
|  | 3.  | UD Aspense        | -  | - | - | - | -  | -  | -   | -   |
|  | 4.  | CD Almoradí       | -  | - | - | - | -  | -  | -   | -   |
|  | 5.  | CD San Juan       | -  | - | - | - | -  | -  | -   | -   |
|  | 6.  | CD Agostense      | -  | - | - | - | -  | -  | -   | -   |
|  | 7.  | Monforte CD       | -  | - | - | - | -  | -  | -   | -   |
|  | 8.  | UD San Fulgencio  | -  | - | - | - | -  | -  | -   | -   |
|  | 9.  | Callosa FJ        | -  | - | - | - | -  | -  | -   | -   |
|  | 10. | CD Dolores        | -  | - | - | - | -  | -  | -   | -   |
|  | 11. | Guardamar CF      | -  | - | - | - | -  | -  | -   | -   |
|  | 12. | Pinoso CF         | -  | - | - | - | -  | -  | -   | -   |

Pts = Puntos; PJ = Partidos Jugados; G = Partidos Ganados; E = Partidos Empatados; P = Partidos Perdidos; GF = Goles Anotados; GC = Goles Recibidos
|  | Asciende a Primera Regional |